# Tipula trispinosa
Tipula trispinosa är en tvåvingeart som beskrevs av Lundstrom 1907. Tipula trispinosa ingår i släktet Tipula och familjen storharkrankar. Arten är reproducerande i Sverige. Inga underarter finns listade i Catalogue of Life.